# Escoles de Flaçà
Les Escoles de Flaçà és una obra de Flaçà (Gironès) inclosa a l'Inventari del Patrimoni Arquitectònic de Catalunya.

## Descripció
És un edifici simètric de planta rectangular, amb accés i nucli de comunicacions reflectit en la composició de la façana. Els dos cossos laterals resultants donen cabuda a les aules de nens i nenes respectivament.
L'estructura de l'escola és feta amb parets de càrrega i coberta de teula a dues aigües. Les façanes són arrebossades i pintades de blanc. Els tancaments són fets amb fusta i vidre.
És un edifici de clara influència racionalista encara que també presenta elements ornamentals d'inspiració noucentista (balustrades, frontó,..).

## Història
Fins que no es va construir aquest edifici, durant molts anys s'havia fet escola en mols locals: a l'església l'any 1900, a can Llandrich, al mas Veguer, a les cases de l'Oller, etc. El 1907 es va fundar un col·legi femení de religioses a can Mixol, abandonat el 1910.
Finalment el 23 de setembre de 1934 s'inauguraren les actuals escoles, solucionant definitivament el problema. El seu cost fou de 70.000 pts.
L'escola es va bastir de terrenys de can Bonet comprats per l'Ajuntament quan hi havia d'Alcalde en Pere Feliu. El batlle Rosend Sumalla va portar les obres i foren inaugurades pel batlle Josep Buxó.